# Les Confins du monde
Pour plus de détails, voir Fiche technique et Distribution.
Les Confins du monde est un film français réalisé par Guillaume Nicloux, sorti le 5 décembre 2018 au cinéma.

## Synopsis
En Indochine, en 1945, Robert Tassen, jeune militaire français, est le seul survivant miraculeux d'un massacre dans lequel son frère a péri sous ses yeux. Il arrive à s'extraire du charnier macabre et après avoir erré dans la jungle, il rejoint l'armée, rempli de vengeance. Mais il a du mal à s’intégrer avec des soldats désabusés ou cyniques, dépassés par la cruauté des actions des viet-minh. Robert s'engage alors dans une quête obsessionnelle et secrète à la recherche des assassins. Il obtient de constituer un commando informel de viet-minh prisonniers repentis et part à la recherche de Yo Binn Yen, le responsable du massacre et d'autres atrocités commises contre des civils. Pourtant, sa rencontre avec Maï, une jeune prostituée Indochinoise, pourrait ébranler ses certitudes.

## Fiche technique
- Titre français : Les Confins du monde
- Réalisation : Guillaume Nicloux
- Scénario : Guillaume Nicloux et Jérôme Beaujour
- Photographie : David Ungaro
- Montage : Guy Lecorne
- Directeur artistique : Olivier Radot
- Musique : Shannon Wright
- Costumes : Anaïs Romand
- Son : Pierre Choukroun, Olivier Do Huu, Fanny Weinzaepflen et Benoît Hillebrant
- Producteurs : Sylvie Pialat et Benoît Quainon
- Directeur de Production : Mat Troi Day
- Société de production : Les Films du Worso
- SOFICA : Cofimage 28
- Société de distribution : Ad Vitam Distribution
- Durée : 1h 43 min.
- Genre : film de guerre
- Pays d'origine : France
- Dates de sortie : 
  -  France : 10 mai 2018 (Festival de Cannes, Quinzaine des réalisateurs), 5 décembre 2018 (sortie nationale)

## Distribution
- Gaspard Ulliel : Robert Tassen
- Guillaume Gouix : Cavagna
- Lang Khê Tran : Maï
- Gérard Depardieu : Saintonge
- Jonathan Couzinié : Lieutenant Maussier
- Kevin Janssens : Commandant Orlan
- Anthony Paliotti : Capitaine Sirbon
- François Négret : Le médecin
- Vi Minh Paul : Dao
- Thomas Bonnan : un soldat

## Box office France
Le film sort avec un nombre restreint de salles (99) ; pour son premier jour il totalise 3 201 entrées.

Le film quitte les salles avec seulement  48 003 entrées.

## Distinctions

### Sélections
- Festival de Cannes 2018 : sélection à la Quinzaine des réalisateurs.
- Festival international du film de Karlovy Vary 2018 : sélection en section « Horizons ».